# Dendrobium karoense
Dendrobium karoense är en orkidéart som beskrevs av Rudolf Schlechter. Dendrobium karoense ingår i släktet Dendrobium, och familjen orkidéer. Inga underarter finns listade i Catalogue of Life.